# Mathilde de Briouze
Mathilde de Briouze (en anglais : Maud de Braose), née en 1224 et morte avant le 23 mars 1301, est une des plus importantes héritières de la noblesse anglaise, issue de la puissante famille anglo-normande de Briouze, établie et largement possessionnée dans les Marches galloises. Elle est l'épouse du baron Roger Mortimer, important militaire et seigneur des Marches. Fervente royaliste durant la seconde guerre des Barons, elle devient célèbre pour avoir échafaudé le plan qui permet de soustraire le futur roi Édouard Ier de la garde de Simon V de Montfort, comte de Leicester.

## Biographie

### Origines, famille et mariage
Mathilde naît au pays de Galles en 1224. Elle est la deuxième fille et cohéritière du seigneur des Marches Guillaume de Briouze et d'Ève le Maréchal. Mathilde a trois sœurs : Isabelle, épouse du prince Dafydd ap Llywelyn ; Ève, épouse de Guillaume de Cantelou ; et Aliénor, épouse d'Humphrey V de Bohun. Ses grands-parents paternels sont Réginald de Braose et Grecia de Briwere, ses grands-parents maternels Guillaume le Maréchal et Isabelle de Clare, fille de Richard de Clare Strongbow, 2e comte de Pembroke, et d'Aoife de Leinster. Le 2 mai 1230, alors que Mathilde a six ans, son père est pendu sur ordre de Léolin le Grand, prince de Galles, pour adultère supposé avec l'épouse de ce dernier, Jeanne d'Angleterre.

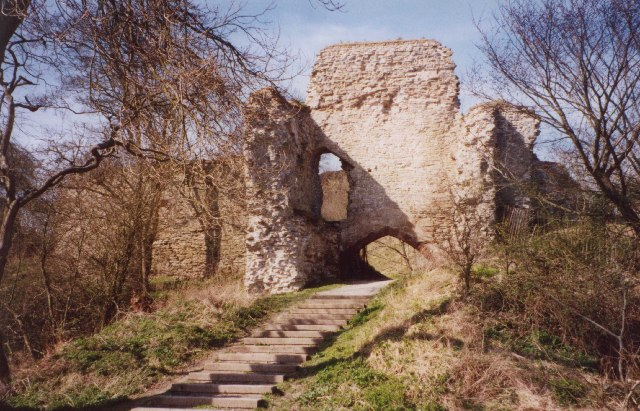
Les ruines du château de Wigmore, résidence principale de Mathilde de Briouze et de Roger Mortimer.

En 1247, Mathilde épouse Roger Mortimer de Wigmore. Un ancien manuscrit (en latin) relatant la fondation de l'abbaye de Wigmore rapporte que Rog (secundus)...Radulphi et Gwladusae filius épouse Matildem de Brewys, filiam domini Willielmi de Brewys domini de Breghnoc. Fils aîné de Raoul de Mortimer et de son épouse, la princesse Gwladys Ddu, Roger est également l'héritier d'une autre importante famille des Marches, et a succédé à son père en 1246. Il est fait baron Mortimer de Wigmore à une date inconnue. Mathilde est de sept ans son aînée, et tous deux ont été fiancés dès leur enfance. Roger est le petit-fils de Léolin, l'homme qui a ordonné l'exécution du père de Mathilde.

### Héritage et descendance
L'héritage de Mathilde consiste en un quart du tiers de la baronnie de Miles de Gloucester, et la seigneurie de Radnor, située dans le pays de Galles. À l'occasion de leur mariage, les honneurs de Radnor passent de la famille de Briouze à celle de Mortimer, et Mathilde reçoit pour dot quelques terres à Tetbury de son grand-père Réginald de Braose. Elle hérite également du manoir de Charlton en Irlande peu avant son mariage, ainsi que de quatre fiefs, qui passent ensuite à Roger. La résidence principale de Roger et Mathilde est le château de Wigmore dans le Herefordshire.
Roger et Mathilde ont au moins six enfants :
- Ralph Mortimer (mort le 10 août 1274), grand bailli du Shropshire et du Staffordshire.
- Edmond Mortimer (1251–17 juillet 1304), qui épouse Marguerite de Fiennes, fille de Guillaume II de Fiennes et de Blanche de Brienne, dont descendance, parmi laquelle Roger Mortimer, 1er comte de March.
- Margaret Mortimer (morte en septembre 1297), qui épouse Robert de Vere, 6e comte d'Oxford.
- Isabelle Mortimer (morte après 1300), qui épouse en premières noces John Fitzalan, seigneur d'Arundel, dont descendance[10] ; en deuxièmes noces, Ralph d'Arderne ; en troisièmes, Robert de Hastang[4].
- Roger Mortimer (1256–3 août 1326), baron Mortimer de Chirk, qui épouse Lucie de Wafre.
- Guillaume (mort avant juin 1297), chevalier, otage pour son père en 1264. Il épouse Hawise, fille et héritière de Robert de Mucegros.

### Rôle au cours de la seconde guerre des Barons

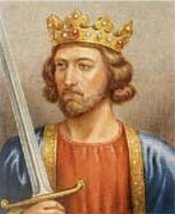
Mathilde prépare l'évasion du prince Édouard durant la seconde guerre des Barons.

Mathilde est dite belle et intelligente. Comme toute femme de la société médiévale, on attend d'elle qu'elle gouverne les possessions de son mari, s'occupe de ses affaires, arbitre les querelles entre métayer, serf et autre tenancier, et défende les propriétés familiales en l'absence de son époux – toute chose qu'elle semble avoir accompli habilement. Durant la seconde guerre des Barons, Mathilde se montre fervente royaliste, et est l'un des instruments du ralliement des seigneurs des Marches au roi Henri III. 
Elle organise elle-même le plan qui permet l'évasion du prince Édouard, après qu'il a été retenu otage par Simon V de Montfort, comte de Leicester, à la suite de la bataille de Lewes. Le 28 mai 1265, alors que le prince est sous bonne garde au château de Hereford, Mathilde charge quelques cavaliers de le ramener au château de Wigmore, tandis qu'Édouard se trouve dans les champs aux alentours de Hereford. Par des messages clandestins, Mathilde a précédemment demandé au prince de prétexter un besoin d'exercice à cheval pour sortir. Ses gardiens ne se doutent de rien. Lorsqu'un des cavaliers de Mathilde donne le signal convenu, le prince galope vers ses libérateurs, qui l'escortent jusqu'au château de Wigmore, à quelque trente kilomètres de là, où les attend Mathilde. 
Après l'avoir nourri, elle l'envoie au château de Ludlow où il rejoint le comte de Gloucester qui a fait défection au profit du roi. Lors de la bataille d'Evesham, le 4 août 1265, le mari de Mathilde, Roger, combat aux côtés du prince Édouard, et tue lui-même Simon de Montfort. Roger reçoit pour récompense la tête tranchée du comte de Leicester, ainsi que d'autres parties de son corps, dont son appareil génital. Roger envoie lui-même ses sanglants trophées à Mathilde, au château de Wigmore. Mathilde tient le soir-même un immense festin, où la tête de Montfort est exhibée dans la grande salle, fichée sur la pointe d'une lance.

### Fin de vie
Mathilde meurt à une date inconnue peu avant le 23 mars 1301, et est enterrée à l'abbaye de Wigmore. Son mari Roger était mort le 30 octobre 1282. Tous les monarques d'Angleterre depuis 1413, ainsi que la reine Marie d'Écosse et l'actuelle famille royale britannique descendent directement de Mathilde. Les reines d'Angleterre Anne Boleyn, Jane Seymour, Catherine Howard et Catherine Parr sont également descendantes de Mathilde à travers sa fille Isabelle, comtesse d'Arundel. Les reines Jane Seymour et Catherine Parr descendent également du deuxième fils de Mathilde, Edmond Mortimer. Selon Linda E. Mitchell, Mathilde a été « le parfait exemple d'une femme qui parvint à contourner les restrictions auxquelles son sexe l'obligeaient pour se placer au centre du jeu politique, à travers ses fonctions domestiques ».